# Daguerreotypi
Daguerreotypi (fransk: daguerréotype), opfundet af L.J.M. Daguerre 1837, er den første metode, efter hvilken et fotografi blev dannet af lyset i et camera obscura. 

## Opfindelsen af daguerreotypiet
De første forsøg på at finde en god reproduktionsmetode til at fastholde camera obscure-billeder på papir blev gjort af franskmanden Joseph-Nicéphone Niépce (1765-1833). Ved en indiskretion fik L.J.M. Daguerre viden om disse forsøg og arbejdede videre med sølvsalte som lysfølsomt materiale. I 1835 fremkaldte han med kviksølvdampe det latente jodsølvbillede, og i 1837 lykkedes det ham at fiksere det med en varm opløsning af kogsalt, der fjernede resterne af jod. På et fællesmøde for videnskabsakademiet og kunstakademiet i Paris demonstrerede Daguerre i 1839 sin metode. Fremgangsmåden er den, at en sølvplade eller forsølvet kobberplade ved hjælp af jod på overfladen bliver omdannet til jodsølv. Den joderede sølvplade udsættes for lysindtrykket i et fotografiapparat (camera obscura) i passende tid, hvorefter billedet fremkaldes med kviksølvdampe og fikseres med svovlundersyrligt natron. 
Den franske stat købte opfindelsen og stillede den til rådighed for alle i 1839. Som kompensation fik Daguerre et årligt beløb på 6.000 franc og Niépces søn 4.000 franc. Inden metoden blev offentlig ejendom, havde Daguerre opnået patent på daguerreotypi-pocessen i England og Wales samt i de engelske kolonier.
Patentet i England menes at være en af årsagerne til, at Henry Fox Talbot i 1841 tog patent på kalotypi-metoden. Den nye metode reducerede fremkaldelsestiden til et minut, og samtidig fik man et negativ, så man kunne fremstille flere aftryk i modsætning i daguerreotypiet, som kun kan fremstilles i et eksemplar.

## Daguerreotypier i Danmark
Den første danske daguerreotypist var guldsmeden Mads Alstrup (1808-1876), som etablerede sit atelier i Herkulespavillonen i Kongens Have. Andre kom hurtigt til og de næste 10-15 år blev der over hele Danmark optaget mange daguerreotypiportrætter med kulmination i årene 1854-55. Efter aviserne at dømme blev der fremstillet utrolig mange daguerreotypier og i alt har der virket op mod 225 daguerreotypister i kortere eller længere perioder. 
De fleste billeder er væk. Det skønnes, at der findes mellem 1.500 og 2.000 danske daguerreotypier i dag. Det Kgl. Bibliotek har en samling på over 700 daguerreotypier, deriblandt flere af de tidligste billeder optaget af danske daguerreotypister.  Resten befinder sig i andre samlinger og museer samt i privateje. 

## Daguerreobasen
Daguerreobase var et EU-projekt, der havde til formål at registrere og formidle daguerreotypier fra hele Europa. Også Det Kgl. Biblioteks daguerreotypier er tilgængelige i den fælles database Daguerreobase.org og på den europæiske kulturarvsportal Europeana.eu. Projektet løb frem til 2015.